# MTAB
MTAB eller Malmtrafik AB er et datterselskab af LKAB, der via jernbane transporterer malm fra minerne i Kiruna og Malmberget til havnene i Luleå og Narvik, samt til SSAB's stålværk i Luleå. MTAB har også et norsk datterselskab, MTAS.